# One 31
One 31, biết đầy đủ là Channel One 31 (tiếng Thái: สถานีโทรทัศน์ช่องวัน 31) và thương hiệu được gọi là One31 hoặc One31 HD, là đài cáp thuộc sở hữu của công ty GMM Grammy. Kênh này gồm có nhiều chương trình đa dạng khác nhau như phim truyền hình, gameshow, talkshow, truyền hình thực tế và các bản tin trong và giải trí. Một số diễn viên dưới sự quản lí của kênh bao gồm: Bee Namthip, Pong Nawat, Vill Wannarot, Jes Jespipat, Film Thanapat, Natt Aniporn, Bifern Anchasa, ...

## Sơ lược
One 31 là một trong số những công ty con của tập đoàn giải trí GMM GRAMMY (tên đầy đủ: GMM Grammy Public Company Limited) là tập đoàn giải trí lớn nhất, chiếm 70% thị phần trong ngành giải trí Thái Lan, sản xuất nhạc, phim, in ấn, phát thanh.. Ngoài One thì GMM còn sở hữu GDH, ngày xưa là GTH (viết tắt của GMM Tai Hub). Hãng cho ra lò hàng loạt phim điện ảnh mỗi năm cung cấp cho nền điện ảnh cả nước. Các bom tấn doanh thu trăm triệu phải kể đến là Tình người duyên ma, I fine thank you love you, Xin chào người lạ, Friend Zone, Atm lỗi tình yêu, Teacher's Diary... GMM25 và One31 là hai kênh truyền hình phổ biến nhất thuộc GMM.
Channel 5 (CH5) chính là ONE HD hiện tại, Tiền thân của One HD chính là CH5. Ch5 là đài thuộc quân đội. Đến năm 2015, do nhu cầu nâng cấp hệ thống chất lượng của kênh nên CEO Boy Takonkiet Viravan đã thành lập một kênh mới là One31, Ch5 thì vẫn hoạt động nhưng sẽ không phát sóng phim mà chỉ phát sóng tin tức, những nội dung liên quan đến chính trị.
One 31 được phát sóng lần đầu vào ngày 1 tháng 12 năm 2011 với tên gọi là "1-Sky One" bao gồm những nội dung và chương trình truyền hình do các công ty trực thuộc GMM Grammy sản xuất. Vào ngày 1 tháng 4 năm 2012, kênh đổi tên thành "GMM Z Hitz".
Ngày 1 tháng 11 năm 2012, kênh đổi tên thành "GMM One". Năm 2014, tiếp tục đổi tên thành One 31, được thông duyệt vào ngày 2 tháng 12 năm 2015 và hoạt động với cái tên ONE HD31 cho đến hiện tại.

## Chương trình

### Phim truyền hình
- Club Friday Series 4, True Love vs. Desire 02/05/2014 - 25/07/2014
- Love On Air 2 05/07/2014 - 27/09/2014
- Yean Den 06/08/2014 - 30/05/2015
- Pror Mee Tur 06/08/2014 - 06/09/2015
- Pen Tor New Season 02/10/2014 - 29/12/2016
- Songkram Nang Ngarm / Cuộc chiến sắc đẹp 03/10/2014 - 13/02/2015
- Room Alone 401-410 25/10/2014 - 27/12/2014
- Fun Fueng / Ảo mộng
- Suea
- Kehard Dao / Vì ta thuộc về nhau
- Ngao Jai / Dối tình
- Wifi Society
- Leh Ratree / Giao dịch tình yêu
- Seu Rissaya / Đoạt tình
- Song Ruk Song Winyarn / Song kiếp đào hoa
- Ban Lang Mek / Danh vọng như mây / Quả báo
- Roy Leh Sanae Rai / Sự quyến rũ xấu xa
- Mue Prab Gook Gook Goo
- Jad Ruk Viva Luang / Tình duyên sắp đặt, hôn nhân dối lừa
- Tawun Thud Burapah / Nghịch chiến sinh tử
- Hua Jai Mee Ngao / Linh hồn báo thù
- Torfun Kub Marvin / Vưon tới vì sao
- Hormones 3 The Final Season
- Wonder Teacher
- Heng Heng Heng
- Phu Kong Chao Sane
- Room Alone 2
- Baan Nee Nee Rak
- Poo Ying Khon Nun Chue Boonrawd
- Chut Nat Fan
- Songkram Nang Ngarm The Casting Project
- Puer Tur / Chỉ vì yêu em
- Ruen Roi Ruk / Yêu và hận
- Nang Barb / Trái tim tội lỗi
- The Dreamer Condo/Barista/Architect
- Senior Secret Love
- Kho Tot Tee Rak Ter / Xin lỗi, anh yêu em (Thai ver)
- Krungthep Mahanakorn Sorn Rak
- Petchakard Dao Jorn
- Songkram Nang Ngarm 2 / Cuộc chiến sắc đẹp 2
- Puen Love Surf Ruk
- Lovey Dovey
- Rak Fun Thalob / Hành trình chống ế
- Sanaeha Karm Sen / Phản bội
- Pitsawat / Mối hận truyền kiếp
- Seua Chanee Gayng / Bộ ba sở thú
- Sot Stories
- SOTUS The Series
- Saluk Jit
- Ngao Asoke / Yêu dùm cô chủ 2016
- Rang Mai Hua Jai Derm / Thay tim đổi phận
- 4 Podum Karnlakorn
- Bang Rak Soi 9/1
- Ruk Tae Mae Mai Pleum / Yêu thiệt mà mẹ hổng ưng
- Soot Ruk Chun La Moon / Công thức yêu của bếp trưởng
- Lao Kerd Nai Rajakarn Tee 9 The Series
- Little Big Dream / Giấc mơ cao cả
- Senior Secret Love: My Lil Boy 2
- Ching Ruk Rissaya / Tình yêu hay sự đố kỵ
- Pen Tor 2017
- Rachinee Morlum
- Med In Love
- The Underwear
- Senior Secret Love: Puppy Honey 2
- Tae Pang Korn / Duyên nợ tiền kiếp
- Cheewit Puer Kah Huajai Puer Tur / Cuộc sống sát thủ, tim này trao em
- 2Moons: The Series
- Slam Dance
- Game Maya / Chuyện chàng vệ sĩ và nàng siêu sao
- Sanaeha Diary Series / Nhật ký kẻ trộm tình
- Seua Chanee Gayng Season 2
- A Love to Kill (phiên bản Thái) / Nơi nào anh có em
- Yes, I do
- Dokkaew Kahlong / Khoảnh khắc định mệnh
- Secret Seven
- Ma Wad Kan Mai
- Tur Keu Prom Likit / Em là định mệnh của anh
- Paragit Likhit Huajai / Vận mệnh trái tim
- Sot Stories 2
- Fabulous 30: The Series
- Chai Mai Jing Ying Tae / Nhân cách trong em
- Lah
- SOTUS S The Series
- Muang Maya Live The Series
- Seua Chanee Gayng 2018
- Ban Saran Land: Seuk Rak Kam Rua
- Ban Saran Land: Suparburoot Sut Soi
- Ban Saran Land: Chanee Nee Khan
- Ruen Benjapit / Truyền thuyết ngụ độc cốc
- Ban Saran Land: Rak Lon Lon Khon Tem Ban
- Pen Tor 2018
- Taan Tawan Janward
- Bang Rak Soi 9/1: Season 2
- Teenage Mom the Series
- Kahon Maha Ratuek / Án mạng kinh hoàng
- Dao Jarut Fah
- Wake Up Ladies: The Series
- Sai Rak Sai Sawat / Tình nồng vấn vương
- Mia 2018 / Làm vợ thời nay
- Monkey Twins
- 'Cause You're My Boy
- Bangkok Naruemit / Lời nguyền rạp hát
- The Gifted
- Wimarn Jor Ngern
- The Bitch War
- Barb Ruk / Tình yêu lầm lỗi
- In Family We Trust
- Love at First Hate
- Mai Dai Prom Likit / Chẳng phải định mệnh của nhau
- Naet Nakin
- Suparburoot Mongkut Petch
- Ban Saran Land: Suparburoot Sut Soi 2018
- Friend Zone
- Nakark Kaew / Mặt nạ thủy tinh
- Songkram Nak Pun / Cuộc chiến Producer
- Khun Prab Darb Kham Pope
- Nang Sao Mai Jam Kad Nam Sakul
- Seua Chanee Gayng 2019
- Ban Saran Land: Suparburoot Sut Soi 2019
- Pen Tor 2019
- Wolf
- Ruk Mai Leum / Tình không phai
- Talay Rissaya / Khát vọng giàu sang 2019
- Hua Jai Sila / Con tim sắt đá
- Sao Noi Roy Lan View / Cô gái 100 triệu view
- Heeb Lorn Sorn Winyarn / Chiếc gương giam giữ linh hồn
- Answer for Heaven / Lời hồi đáp tới thiên đường
- Kaew Khon Lek / Lời hứa vĩnh hằng
- Sleepless Society
- Boy For Rent
- Aruna 2019 / Cô vợ sắc sảo phần 2 ngoại truyện
- Laila, Thida Yak
- Luk Krung / Khúc tình ca
- The Fallen Leaf / Chiếc lá cuốn bay
- Sai Lub Jub Klin / Điệp viên săn mùi
- Great Men Academy / Lớp học mỹ nam
- Poot Pitsawat / Linh hồn tình yêu
- Siang Euan Sateuan Dao
- 3 Will Be Free
- Phatu Kat / Huynh đệ tương tàn
- Thank God It's Friday
- The Seer / Đến giờ ám sát
- Seua Chanee Gayng: Freshy
- My Ambulance
- TharnType: The Series
- Ruen Mai Majurat
- A Gift to the People You Hate
- Sanya Kaen Saen Rak
- Songkram Nak Pun: Season 2 / Cuộc chiến Producer 2
- Si Thep Poo Pitak
- Nee Sanaeha / Nợ tình
- Seua Chanee Gayng 2020
- Ban Saran Land: Suparburoot Sut Soi 2020
- Pen Tor 2020
- Why R U?
- Bpai Hai Teung Duang Dao / Vươn tới những vì sao
- Kiss of the Cobra / Độc xà
- Deja Vu / Trở về ngày yêu ấy
- Crowns of Grass
- Oum Rak Game Luang / Hoán đổi cục cưng
- One Year 365 / 365 ngày- Nhà của em, tổ ấm của anh
- My Bubble Tea / Trà sữa thoát ế
- Rak Sibalor Ror Sipmong
- Ruk Laek Pop / Tình yêu hoán kiếp
- Nang Fah Lam Kaen
- 3 Num 3 Mum x2
- Bad Genius: The Series
- Chun Cheu Bussaba / Tôi là Bussaba
- Oxygen The Series
- Pleng Rak Chao Phraya
- Kor Kerd Mai Klai Klai Ter / Nguyện tái sinh gần bên em
- Lady Bancham / Quý cô xinh đẹp
- TharnType 2: 7 Years of Love
- Soot Rak Sap E-Lee
- Kadee Rak Kham Pop / Vụ án tình yêu vượt thời gian
- Neth Mahunnop / Trái tim đại dương xanh
- The Prince Who Turns into a Frog / Hoàng tử ếch (Thai ver)
- Club Friday The Series 12 Uncharted Love (series được chuyển từ GMM 25)
- Seua Chanee Gayng 2021
- Rak Na Kor Rap
- Ban Saran Land: Suparburoot Sut Soi 2021
- 3 Num 3 Mum x2 2021
- Pen Tor 2021
- Kaew Lerm Korn / Lạc mất nguồn cội
- Dong Phaya Yen
- Brothers
- Wanthong
- Ley Luang / Trò bịp cuộc đời
- Krachao Seeda / Đóa hoa tham vọng
- Payu Sai / Bão Cát
- Poo Yai San Gamnan See
- Nitiman The Series
- The Mind Game / Trò chơi cân não
- Hongsutai Maai Layk 6
- Don't Say No The Series
- Bite Me 29/08/2021 - 07/11/2021
- Prajan Daeng / Trăng máu
- Club Friday The Series Celebration: Unhappy Birthday / Sinh nhật bất hạnh
- Wimarn Sai / Nơi tình yêu dậy sóng
- Wan Wassana / Vận mệnh ảo danh
- Noh Rasaon
- You're My Sky
- Rak Diao
- Physical Therapy
- Sinaeha Saree / Saree Yêu Dấu
- Club Friday The Series Celebration: It Happens on Valentine's Day
- Tayat Pan Kao Nieow
- Revenge From The Past / Thâm kế độc tình
- Wayla Kammathep / Yêu nhầm chị dâu
- Our Days
- My Queen